# 窦家镇
窦家镇，是中华人民共和国陕西省咸陽市永寿县一个已撤销的乡级行政区。
曾下辖：和平村、灰家村、下豆家村、胡家咀村、左村、良村、三峰村、杨家岭村、王家咀村、南顺什村、店子头村、良店村、何谈村、豆家村。2015年，陕西省民政厅批复同意撤销窦家镇，将其所辖行政区域划归常宁镇。